# Distrito de Ocros (Huamanga)
El distrito de Ocros es uno de los dieciséis  que conforman la provincia de Huamanga, ubicada en el departamento de Ayacucho, en el Sur del Perú. Tenía una población estimada en 2020 de 6,172 hab.

## Historia
El distrito fue creado mediante Ley n.º 8501 del 15 de julio de 1936, en el gobierno del presidente Óscar R. Benavides. Su capital es el centro poblado de Ocros.

## Autoridades

### Municipales
- 2019 - 2022[4]
  - Alcalde: Jorge Canchari Aguilar, de Qatun Tarpuy.
  - Regidores:

  1. Diego Demetrio Prado Valer (Qatun Tarpuy)
  2. Cipriano Sabino Anyosa Farfan (Qatun Tarpuy)
  3. Nancy Salvatierra Cuya (Qatun Tarpuy)
  4. Nelly Yene Lizana Anyosa (Qatun Tarpuy)
  5. David Huaytalla Cisneros (Tecnología de Punta para Ayacucho)

### Alcaldes
| N.º | Alcalde                           | Partido                               | Inicio del mandato | Fin del mandato |
| --- | --------------------------------- | ------------------------------------- | ------------------ | --------------- |
| 1   | Teodoro Quispe Tipe               | Partido Aprista Peruano               | 1987               | 1989            |
| 2   | Magno Castillo Peralta            | L.I. n.º 19                           | 1993               | 1995            |
| 3   | Félix Benjamin Antezana Lahuana   | L.I. Nro 19 Somos Ayacucho            | 1996               | 1998            |
| 4   | Alfonso Chuchon Lujan             | Movimiento Independiente Vamos Vecino | 1999               | 2002            |
| 5   | Félix Benjamin Antezana Lahuana   | Partido Democrático Somos Perú        | 2003               | 2006            |
| 6   | Ángel Héctor Gutiérrez de la Cruz | Restauración Nacional                 | 2007               | 2010            |
| 7   | Favio Roca Luque                  | Frente Regional Tuna                  | 2011               | 2014            |
| 8   | Arturo Gutiérrez Badajoz          | Alianza para el Progreso de Ayacucho  | 2015               | 2018            |
| 9   | Jorge Canchari Aguilar            | Qatun Tarpuy                          | 2019               | 2022            |